# Xanthophytum setosum
Xanthophytum setosum är en måreväxtart som beskrevs av Axelius. Xanthophytum setosum ingår i släktet Xanthophytum och familjen måreväxter. Inga underarter finns listade i Catalogue of Life.